# Laphria claripennis
Laphria claripennis là một loài ruồi trong họ Asilidae. Laphria claripennis được Bigot miêu tả năm 1878. Loài này phân bố ở miền Ấn Độ - Mã Lai.